# Убава
Убава (подекуди також називається Убово) — гірська вершина гори Караджиця на гірському масиві Мокра в центральній частині Македонії. Висота становить 2346 метрів. Насправді назва Убава, яка сьогодні в основному використовується для найвищої вершини, належить до більшої території гори Караджиця, яка включає плато між вершинами Острі Врв, Пепеляк і Каменіті Брег, прямо на хребті над двома Салаковськими озерами, невелика долина, яка з цієї території спускається до джерела річки Кадина-Река в районі Юручка Карпа та кам'яного (скелястого) хребта, який обмежує це плато та долину на заході та висота якого коливається від 2346, 2301, 2288, 2295, 2261 і знову закінчується на 2346 метрів на півдні. У своїй книзі «Матеріали для вивчення Македонії» македонський революціонер Ґьорче Петров писав, що Црн Врв пов'язаний з підвалинами Якупіці через хребет Темна Бука, над яким височіє пірамідальний пік Убово (Убава), яка за висотою та розташуванням займає середнє місце між вершинами Якупиці та Црн Врв, і колись на тій вершині була вбита гарна дівчина, через що вершина так і називається . Для мандрівника зі Скоп'є до Каршіяка чотири вершини: Ібраїміца, Црн Врв, Убава і Якупиця виглядають як розтягнута лінія, а з точки зору висоти являють собою стовп із чотирма ногами, які поступово піднімаються одна за одною, тоді як це місце і ту частину Салакової гори, що височіє за нею, називають Мокрою .

## Галерея

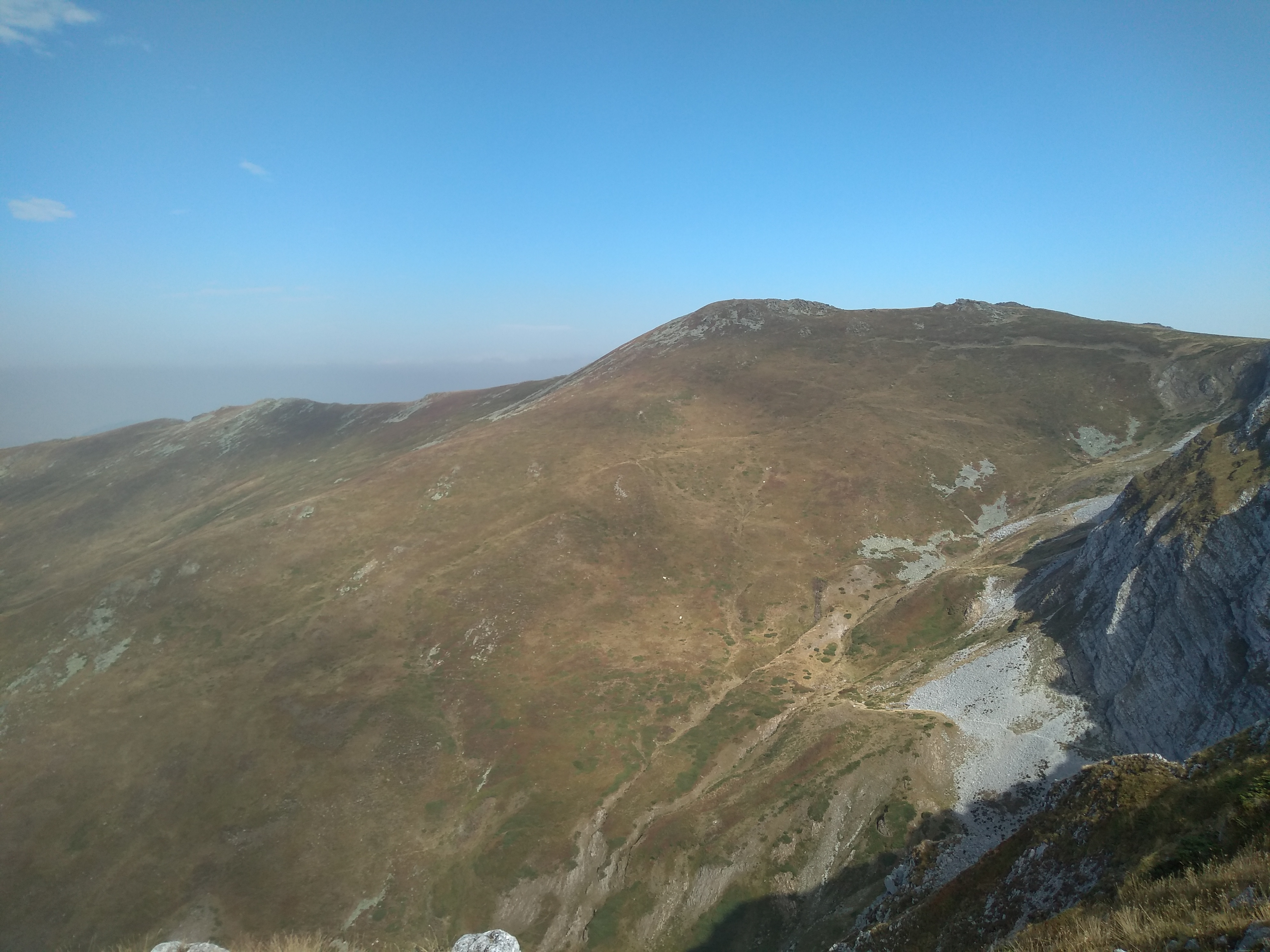
Вид на вершину Убава з Остри Врв
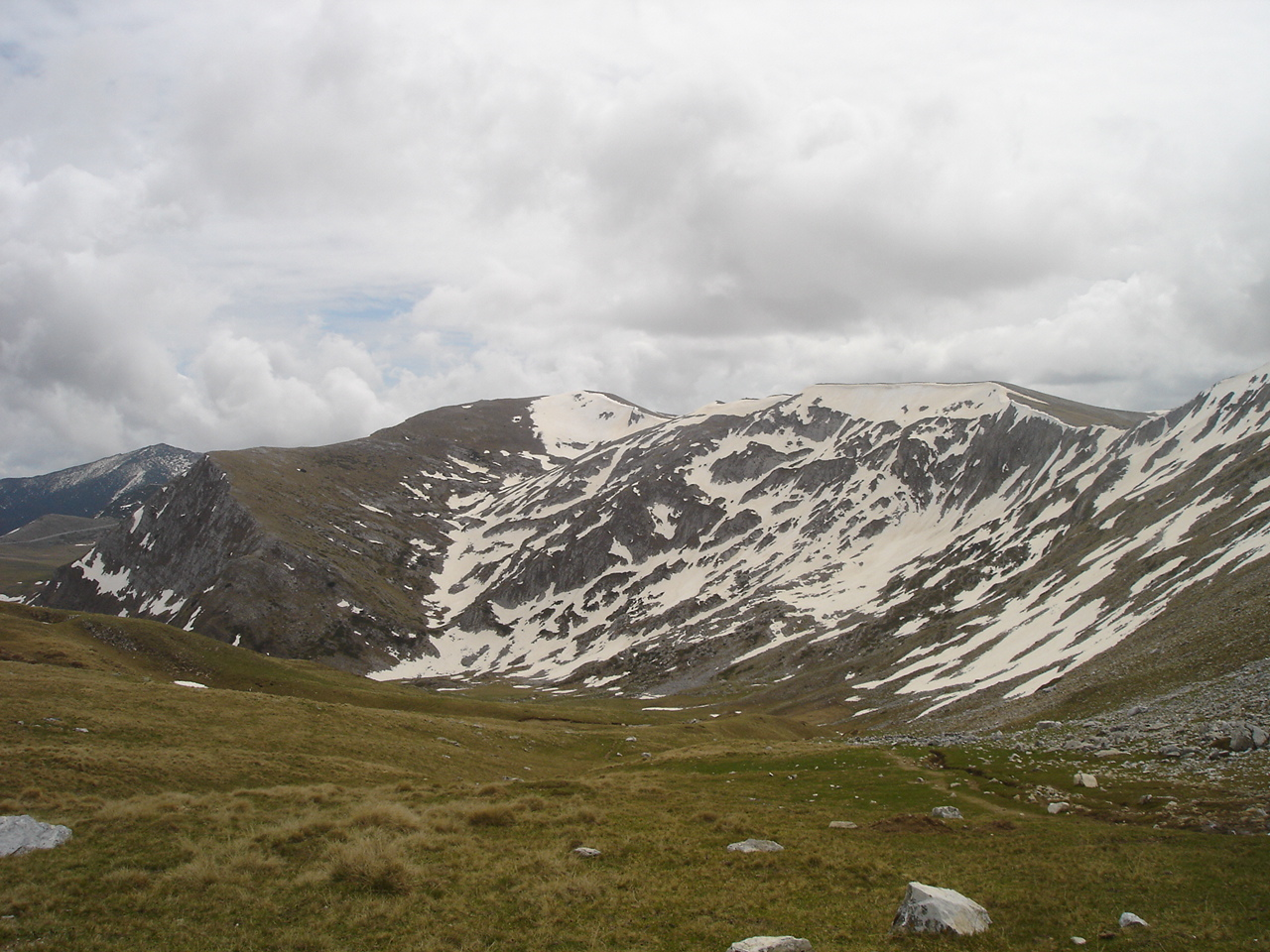
Вид з хребта та Убавської долини Караджиці
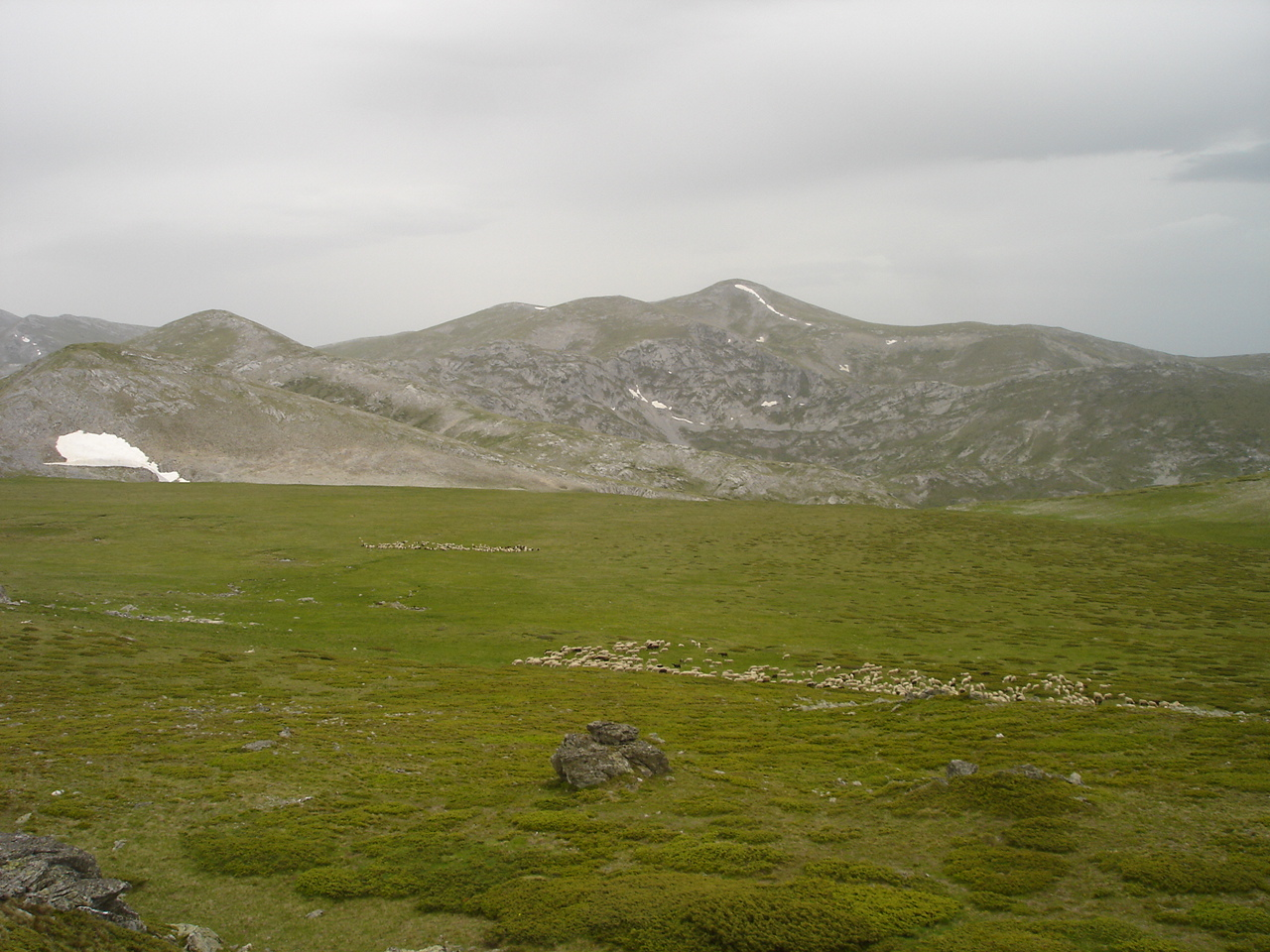
Вид з плато Убава на Караджиці